# Glenmore (Wisconsin)
Glenmore – miasto w Stanach Zjednoczonych, w stanie Wisconsin, w hrabstwie Brown.